# Gianni Poli
Gianni Poli (eigentlich Pier Giovanni Poli; * 5. November 1957 in Lumezzane) ist ein ehemaliger italienischer Marathonläufer.
1980 wurde er Dritter bei der offenen Spanischen Meisterschaft, und 1981 stellte er als Vierter beim Fukuoka-Marathon mit 2:11:19 h einen nationalen Rekord auf. 1983 wurde er erneut Dritter bei der offenen Spanischen Meisterschaft und verbesserte als Siebter bei den Weltmeisterschaften in Helsinki seinen Landesrekord auf 2:11:05 h. Beim Chicago-Marathon wurde er Sechster.
1984 wurde er italienischer Meister. Im Jahr darauf wurde er Vierter in Chicago und blieb dabei mit 2:09:57 h als erster Italiener unter der 2:10-Stunden-Barriere.
Nach einem 13. Platz bei den Europameisterschaften 1986 in Stuttgart gewann er im Herbst den New-York-City-Marathon. 1987 wurde er Vierter beim London-Marathon. Nachdem er 1988 Siebter beim Los-Angeles-Marathon und Fünfter beim Boston-Marathon geworden war, wurde er für die Olympischen Spiele in Seoul nominiert, bei denen er auf Rang 19 einlief. Zum Saisonabschluss gewann er den Honolulu-Marathon.
1989 gewann er Bronze beim IAAF-Weltcup-Marathon und 1990 Silber bei den Europameisterschaften in Split. 1991 wurde er Siebter beim Turin-Marathon.
Gianni Poli wurde vom Trainer Gabriele Rosa betreut. Nach seiner Karriere lebte er in Toblach, wo er ab 2000 auf seiner ehemaligen Trainingsstrecke, dem Radwanderweg Langer Weg der Dolomiten, den Cortina–Dobbiaco Run organisierte.

## Persönliche Bestleistungen
- Stundenlauf: 20.104 m, 18. April 1981, Brescia
- 25-km-Straßenlauf: 1:15:38 h, 1. September 1985, Mariano Comense
- 30-km-Straßenlauf: 1:33:16 h, 13. Juli 1980, Varallo Sesia
- Marathon: 2:09:33 h, 18. April 1988, Boston